# Longden
Longden est une paroisse civile et un village du Shropshire, en Angleterre.
Hook-a-Gate est un village de la paroisse civile.